# Этельрик (король Берниции)
Этельрик (умер в 572) — король Берниции (568—572) из династии Идингов.
Этельрик, сын Иды, стал королём Берниции после смерти своего брата Адды. В 572 году он умер, возможно, пав в битве с бриттами. Ему наследовал его брат Теодрик.